# Литовський зоопарк
Литовський зоологічний сад (лит. Lietuvos zoologijos sodas), раніше відомий як Каунаський зоологічний сад, (Kauno zoologijos sodas) — найстаріший науковий зоопарк Литви.  Він розташований у парку дубових гаїв Ąžuolynas на південному заході Каунаського приходу Жалякальніс.  Територія зоопарку становить 15.66 гектарів.

## Історія

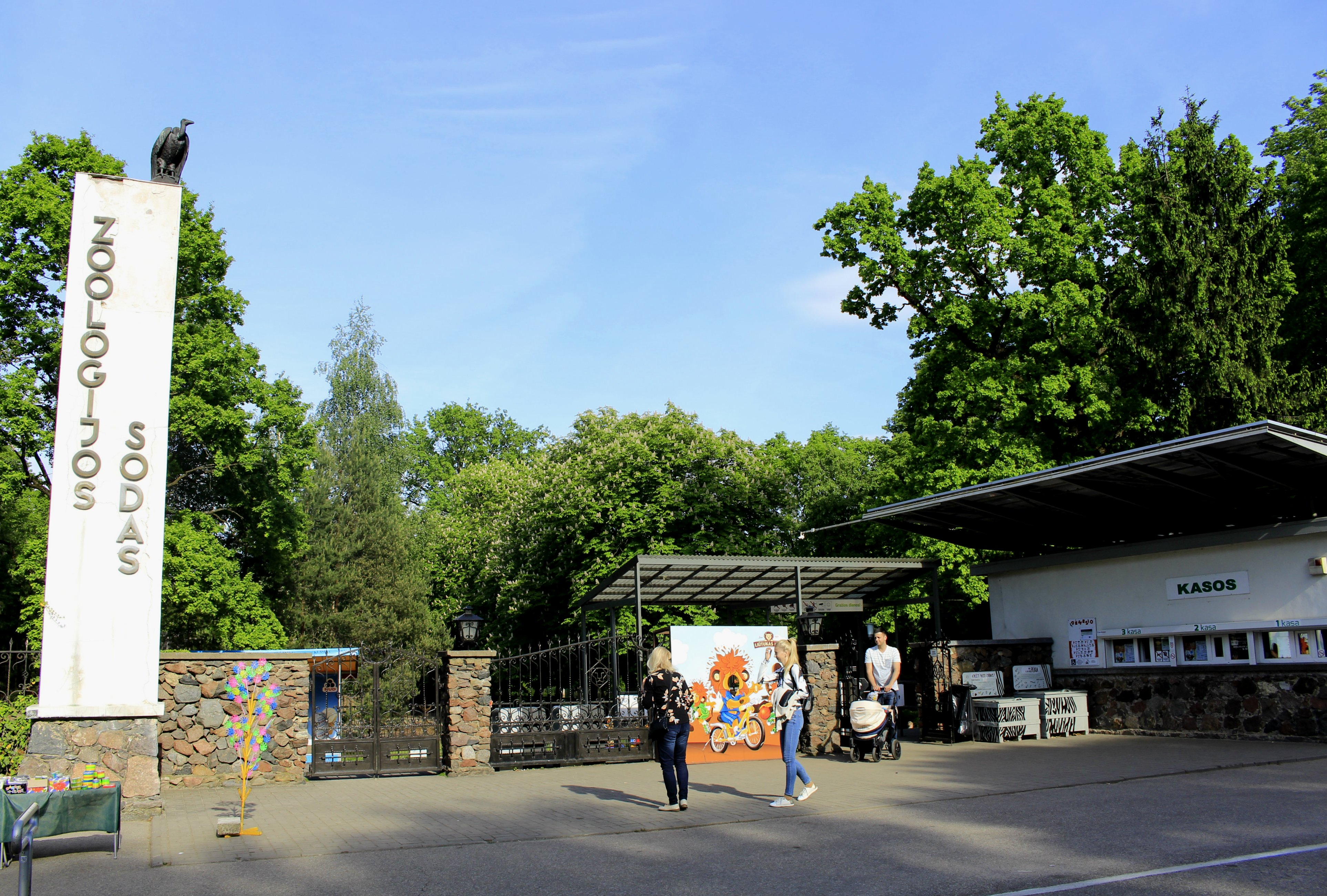
Вхід до литовського зоопарку.

Зоопарк був започаткований у 1935 році відомим литовським зоологом Тадасом Іванаускасом і відкритий 1 липня 1938 року з 40 тваринами. Ці істоти або особисто належали Т. Іванускасу, або були подарунками інших зоопарків. Протягом одного року кількість зросла до 150. В даний час в зоопарку налічується 2166 тварин, і він класифікується як зоопарк середнього розміру відповідно до європейських стандартів зоопарку. У 2000-х рр. він відчував труднощі з фінансуванням. 

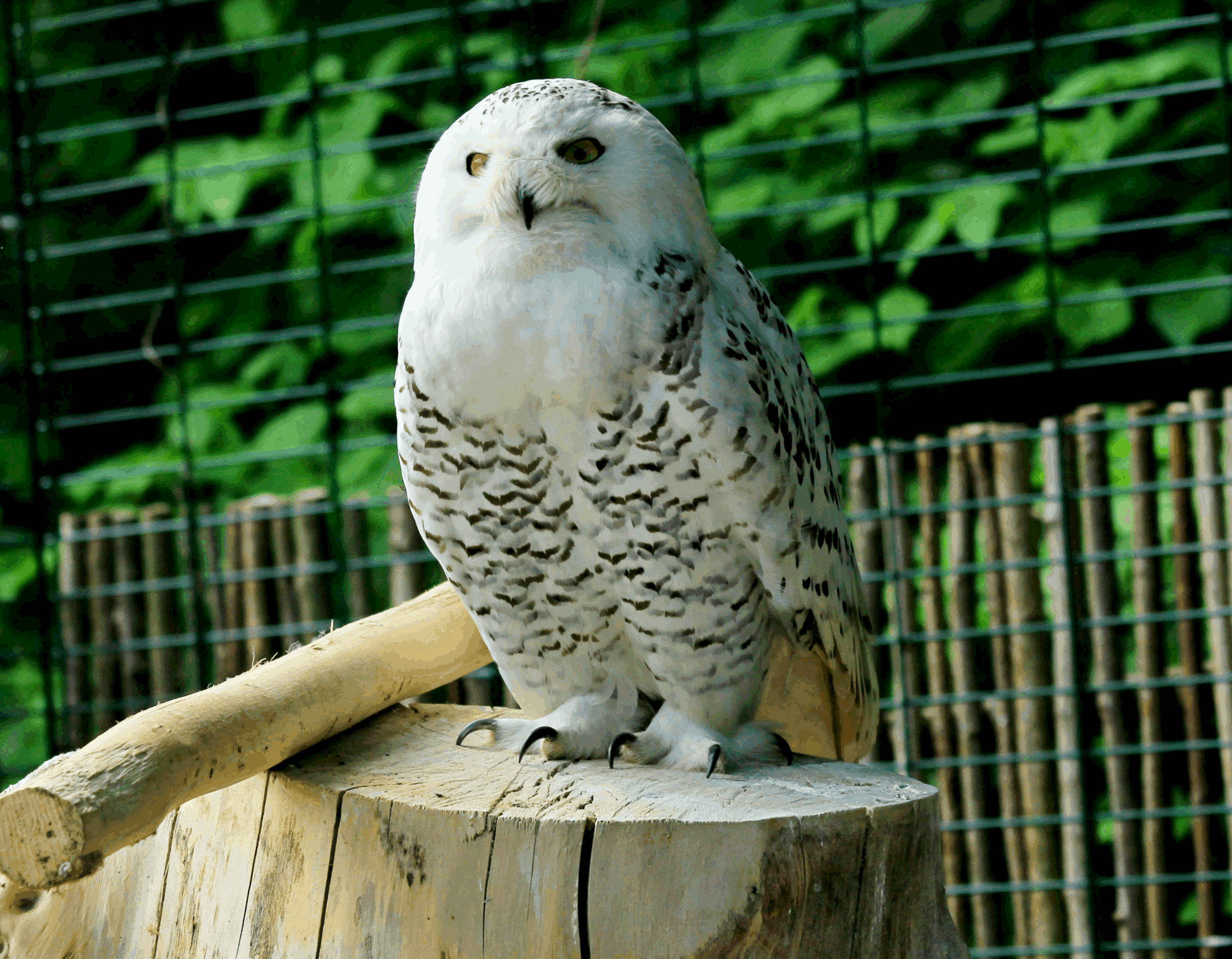
Біла сова, яку привезли з Таллінна в Литовський зоопарк.

## У кіно
2016 р. у листопаді в зоопарку був знятий художній фільм - історична драма «Совинний пагорб» (режисер Адріус Юзенас) .